# U字谷

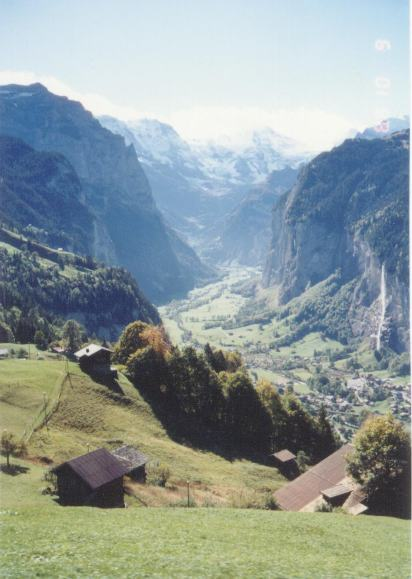
スイス・ユングフラウヨッホ麓のU字谷Stechelberg-Berneroberland,ヴェンゲン登山鉄道より

U字谷（ユーじこく、ユーじだに）とは、氷河の侵食（氷食）によって地表がU字状に削り取られて生じた侵食谷のことである。氷河地形のひとつで、氷食谷ともいう。
アルプス山脈やロッキー山脈、ヒマラヤ山脈などの山岳地帯に多く存在する。日本では立山周辺などで観察される。
U字谷に海水が流入して生じた細長い湾のことをフィヨルドという。また、U字谷に淡水がたまってできた湖を氷河湖という。

## ギャラリー

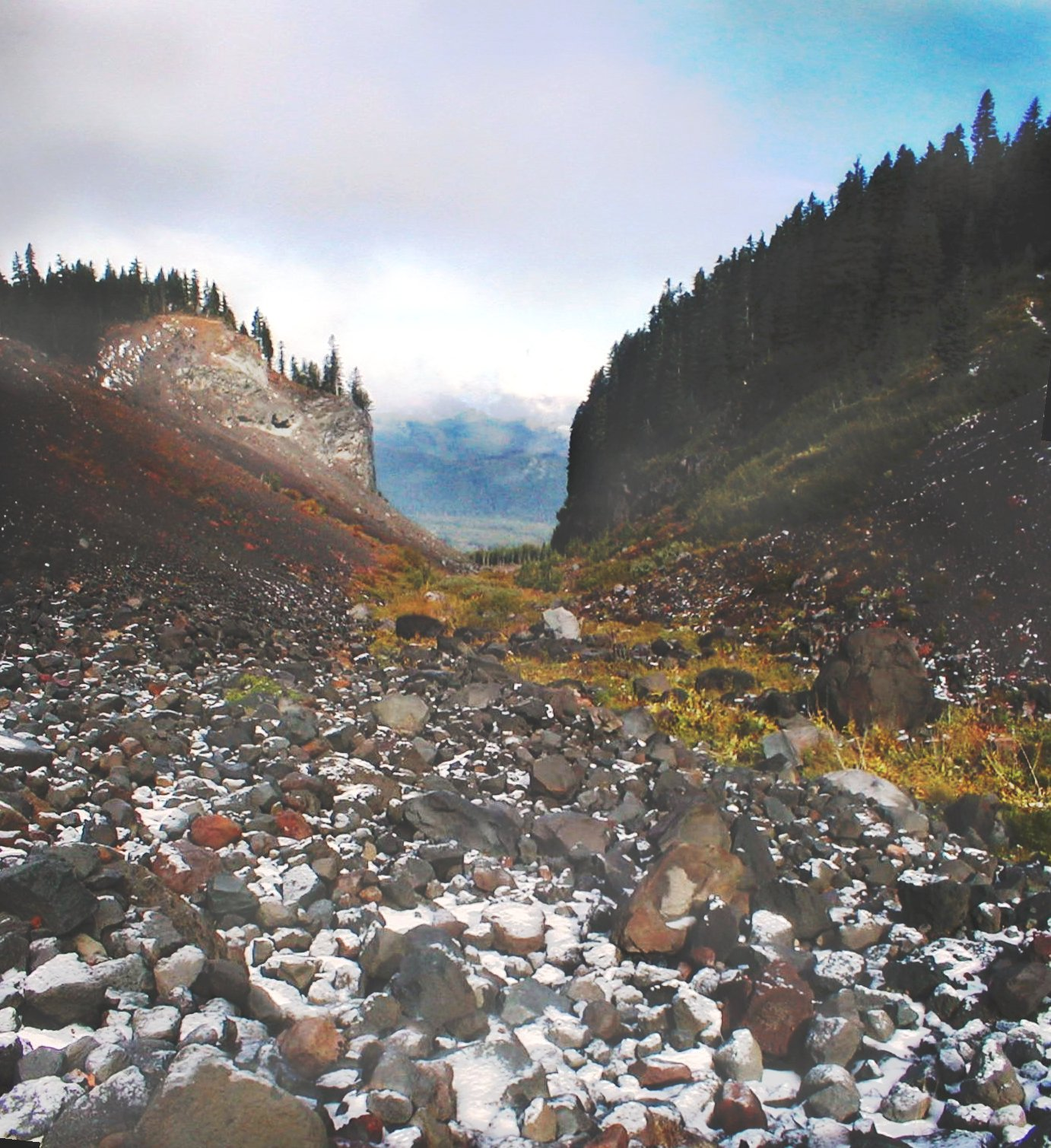
特徴的なU字谷をなすマウントフッドの風光明媚な谷
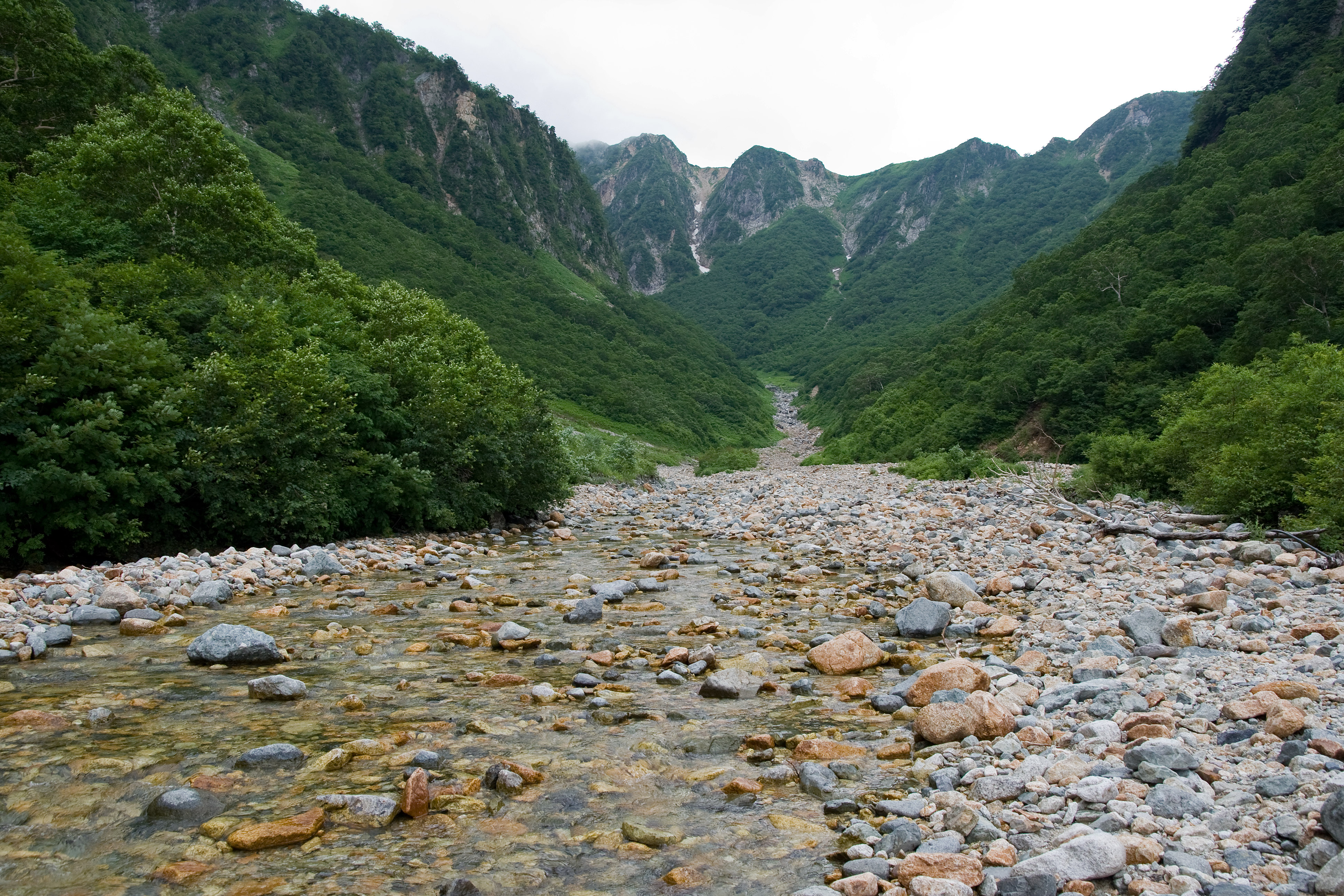
飛騨山脈・槍沢のU字谷